# Киселёво (Амурская область)
Киселёво — упразднённое село в Бурейском районе Амурской области России. На момент упразднения входило в состав Родионовский сельсовет. Исключено из учётных данных в 1984 году.

## География
Располагалось на правом берегу реки Бурея ниже впадения в неё реки Малый Симичи, приблизительно в 14 км, по прямой, к востоку от села Семёновка. В настоящее время месторасположение бывшего села затоплено водами Нижне-Бурейского водохранилища.

## История
Бахирёвский выселок был основан в 1881 году, переселенцами из Забайкальской области. В 1891 году деревня состояла из 11 дворов и 54 жителей; имелась часовня. Основное занятие населения: земледелие, звериный промысел и извоз.
По данным 1926 года в Киселево имелось 17 хозяйств (16 крестьянского типа и 1 прочих) и проживало 73 человека (33 мужчины и 40 женщин). В национальном составе населения преобладали русские. В административном отношении входило в состав Бахиревского сельсовета Завитинского района Амурского округа Дальневосточного края.
Решением Амурского исполкома от 29 августа 1984 года № 380, село Киселёво исключено из учётных данных как несуществующее.